# فرانز شوتس
فرانز شوتس (بالألمانية: Franz Schütz)‏ هو لاعب كرة قدم ألماني، ولد في 6 ديسمبر 1900 في أوفنباخ أم ماين في ألمانيا، وتوفي في 22 مارس 1955 بسبب نوبة قلبية. شارك مع منتخب ألمانيا لكرة القدم. أما مع النوادي، فقد لعب مع آينتراخت فرانكفورت وكيكرز أوفنباخ.

## وصلات خارجية
- فرانز شوتس على موقع قاعدة بيانات كرة القدم.إي يو (الإنجليزية)
- فرانز شوتس على موقع بيانات كرة القدم. دي إي (الألمانية)
- فرانز شوتس على موقع ناشيونال فوتبول تيمز (الإنجليزية)
- فرانز شوتس على موقع عالم كرة القدم.نت (الإنجليزية)